# Gardiens (Marvel Comics)
Les Gardiens (« The Watchers » en version originale) est le nom d'une race d'extraterrestres de fiction évoluant dans l'univers Marvel de la maison d'édition Marvel Comics. Créé par le scénariste Stan Lee et le dessinateur Jack Kirby, le premier Gardien connu — nommé Uatu — apparaît pour la première fois dans le comic book Fantastic Four (vol. 1) #13 en avril 1963.
Les Gardiens sont une race d'entités cosmiques qui se sont consacrés à l'observation de l'univers et de ses habitants, sans intervenir.

## Biographie du groupe

### Origines
Il y a des milliards d'années, les membres d'une race d'extraterrestres disposant d'un très haut niveau technologique décident d'aider les races inférieures de l'univers.
La première fois, Ikor (un des Gardiens, le père d'Uatu) proposa d'aider la planète Prosilicus en lui donnant le savoir sur l'énergie nucléaire, mais les Prosilicans s'en servirent pour créer des armes atomiques et s'autodétruisirent. Déçus, les Gardiens décidèrent de ne jamais plus interférer dans la vie des autres races de l'univers, mais de les observer.

### Apparence
Les Gardiens sont des êtres humanoïdes dont l'apparence physique diverge de celle des humains, leur tête étant disproportionnée par rapport à leur corp, en général très maigre. Il arrive cependant que, selon les circonstances, ils prennent une apparence plus proche de celle des humains. 
Leurs traits physiques semblent strictement identiques ; un observateur humain ne peut distinguer que très difficilement un Gardien d’un autre, excepté pour les plus jeunes d'entre eux.
Tous les Gardiens sont chauves et portent des vêtements similaires aux tenues religieuses portées par les prêtres ou les moines de la Terre.

### Pouvoirs et capacités
La race extra-terrestre des Gardiens est extrêmement ancienne. Chaque membre est doté de pouvoirs cosmiques ou psioniques immenses, ce qui fait d’eux des êtres presque omnipotents.
Ils disposent tous d'une vaste gamme de capacités mentales, physiques et peuvent manipuler l’énergie avec une grande variété d'effets, comme l’augmentation de leurs attributs personnels, la manipulation du temps et de l’espace, la manipulation moléculaire et la projection d’énergie. Ils ont également accès à une technologie de pointe.
Les Gardiens sont apparemment tous immortels (même s’il existe des degrés de maturité différents parmi eux), ayant accru le potentiel de leur énergie vitale à un niveau extrême par le biais d'un « rayonnement delta ». Mais il est probable qu’une explosion qui disperserait toutes les molécules de leur corps sur une vaste distance se révélerait fatale pour eux. Leur énergie vitale est si intense qu'elle est suffisante pour rassasier Galactus de sa faim dévorante, celui-ci ayant besoin d'habitude de planètes entières pour se restaurer.
- Doués de télépathie, les Gardiens sont capables de sonder l'esprit d'à peu près n’importe quelle forme de vie consciente et d'y projeter leurs pensées[1].
- Ils peuvent modifier leur apparence à volonté, adoptant la représentation physique de leur choix comme déguisement. Il semble qu'il s'agisse d’une capacité mentale ou psionique et non d'un pouvoir de métamorphose physique comme celui des Skrulls[1].
- Ils peuvent convertir leurs corps en une forme d’énergie inconnue afin de voyager à travers l’espace instantanément (une sorte de téléportation) et à des vitesses qui dépassent celles de la lumière (il est probable qu'ils utilisent une sorte de distorsion de l'espace pour y parvenir)[1].
- Ils peuvent également manipuler psioniquement l’énergie du spectre électromagnétique[1].

La limite réelle des capacités des Gardiens est inconnue mais semble se situer à un niveau de puissance comparable aux plus puissants dieux de la Terre, tels Zeus ou Odin, voire à certaines autres races extraterrestres.

## Liste des Gardiens connus
- Acba
- Aron (en) le Renégat
- Atul
- Ecce : le Gardien qui vit pour la première fois le nouveau-né Galactus. Mais, bien qu'il comprit le danger de l'existence de Galactus, Ecce choisi de ne pas l'éliminer en profitant de son état de faiblesse, contribuant ainsi à l'évolution du Dévoreur de Mondes.
- Edda
- Egma
- Eihu
- Emnu
- Engo
- Ikor : le père d'Uatu qui proposa l'expérience Prosilicus[2].
- Ing
- Ocam
- The One (l’Unique)[3].
- Otmu
- Ualu
- Uatu : le Gardien initialement voué à la surveillance de la Terre et qui fut le premier à rompre avec le principe de non-ingérence de son peuple en s'alliant aux Quatre Fantastiques contre Galactus[4]
- Uilig
- Uravo : une jeune Gardien femelle qui a été envoyé pour trouver Uatu quand il a abandonné son poste sur Terre[5],[6]
- Ute
- Gardien de Calishee (Watcher of the Calishee) : un Gardien qui observait la planète Calishee[7].
- Xecu